# Ривье, Анн-Мари
Святая Анн-Мари́ (А́нна Мари́я) Ривье́ (фр. Anne-Marie Rivier, 19 декабря 1768, Монпеза-су-Бозон — 3 февраля 1838, Бур-Сент-Андеоль) — французская католическая монахиня. Посвятила себя обучению детей. Незадолго до начала Великой Французской революции открыла школу, которую конфисковало новое правительство. После революции основала конгрегацию «Сёстры Введения во храм Пресвятой Девы Марии» (фр. Sœurs de la Présentation de la Bienheureuse Vierge Marie, лат. Congregationis a Praesentatione B.M.V), которая занималась образованием детей, в особенности сирот.
Канонизирована папой Франциском в 2022 году.

## Биография
Родилась 19 декабря 1768 года в Монпеза-су-Бозоне (Ардеше в семье Жана Ривье. В конце апреля 1770 года 16-месячная Ривье сломала бедро и лодыжку; из-за травмы она не могла ходить — только ползать. Пока ей не исполнилось пять лет, её мать водила ее в местную святыню — «Часовню Кающихся», — где девочка часами размышляла перед изображением Пьеты. 8 сентября 1774 года она обнаружила, что может передвигаться на костылях. Из-за рахита в зрелом возрасте её рост составлял всего 132 см. Для того, кто раньше даже не мог самостоятельно подняться, это само по себе было чем-то вроде чуда.
В 1785 году Ривье подала прошение вступить к «Сёстрам Пресвятой Девы Марии из Праделя», но получила отказ из-за слабого здоровья. Она не отчаялась и вместо этого в 1786 году открыла школу в своём родном городе. Вскоре произошла Великая Французская революция; все религиозные ордены были запрещены, а к любым таинствам относились с подозрением. Вера Ривье только крепла; когда не было священника для совершения Евхаристии, она проводила специальные службы и продолжала преподавать детям Библию. Она особенно почитала святых Франциска Ксаверия и Франциска Режиса.
В 1794 году власти конфисковали здание, в котором располагалась школа, и Ривье и её сподвижницы перебрались в Тюэй, где их поддержал священник-сульпицианин Луиджи Понтанье. В ноябре 1796 года в мансарде новой школы пять женщин посвятили себя Богу, что формально положило начало новому религиозному ордену. Они обязались учить, работать с сиротами и навещать людей на дому; уже к 1797 году сообщество увеличилось до двенадцати членов, и женщины принесли первые монашеские обеты. После Конкордата 1801 года, который вновь разрешил исповедовать религию во Франции, община настолько разрослась, что в 1815 году материнский дом был перенесён в более просторное помещение в Бур-Сен-Андеоле. В 1805 году орден получил благословение и поддержку от папы Пия VII, который возвращался в Рим через Францию. В мае 1830 года «Сёстры Введения во храм Пресвятой Девы Марии» получили одобрение правительства короля Карла X, а в мае 1836 года — похвальный указ от папы Григория XVI.
К концу жизни Ривье страдала водянкой. Умерла в 3 февраля 1838 года в Бур-Сен-Андеоле. По состоянию на 2005 год в её ордене состояло 1352 монахини в 189 обителях в таких странах, как Ирландия и Филиппины. Папа Пий X официально одобрил конгрегацию в мае 1909 года.

## Почитание
Процесс беатификации начался при папе Пии IX (который назвал её «женщиной-апостолом»), когда 12 мая 1853 года она получила титул слуги Божьей; папа Лев XIII подтвердил её героическую добродетель и назвал Ривье досточтимой 13 июня 1890 года. Беатифицирована папой Иоанном Павлом II 23 мая 1982 года; канонизирована папой Франциском на мессе на площади Святого Петра 15 мая 2022 года.
День памяти — 3 февраля.